# Liangdao
Liangdao (kinesiska: Liangdao Jiedao, 两岛街道, 两岛) är en socken i Kina. Den ligger i den autonoma regionen Tibet, i den sydvästra delen av landet, nära eller i regionhuvudstaden Lhasa. Antalet invånare är 5 754. Befolkningen består av 2 932 kvinnor och 2 822 män. Barn under 15 år utgör 5,0 %, vuxna 15-64 år 92 %, och äldre över 65 år 2,0 %.
Genomsnittlig årsnederbörd är 847 millimeter. Den regnigaste månaden är juli, med i genomsnitt 258 mm nederbörd, och den torraste är december, med 2 mm nederbörd.